# Hemigraphis zwickeyae
Hemigraphis zwickeyae är en akantusväxtart som beskrevs av Moylan. Hemigraphis zwickeyae ingår i släktet Hemigraphis och familjen akantusväxter. Inga underarter finns listade i Catalogue of Life.